# دولت‌آباد (برخوار)
دولت آباد شهری از توابع بخش مرکزی و مرکز  شهرستان برخوار  در استان اصفهان ایران است.

این شهر با وسعت ۹۸۵ هکتار واقع در شمال شهر اصفهان و دارای آب و هوای گرم و خشک می‌باشد. فاصله این شهر از مرکز استان ۱۰ کیلومتر است و در ۵۱ درجه و ۴۰ دقیقه طول شرقی و ۳۲ درجه و ۴۹ دقیقه عرض شمالی و ارتفاع ۱۵۶۰متری قرار گرفته‌است. جمعیت این شهر ۴۰،۹۴۵ نفر و ساکنین شهر به زبان فارسی سخن می‌گویند. دین ساکنان این منطقه اسلام و مذهب شیعه است. موقعیت طبیعی این شهر با داشتن ۳۳ رشته قنات در گذشته و بالغ بر ۲۷ رشته قنات کشاورزی از نظر منظر طبیعی در جایگاه قابل توجهی قرار دارد.
لازم به ذکر است این شهر یکی از بالاترین تراکم مراکز صنعتی از جمله کارخانه های آجر و سنگ و مصنوعات فولادی را نسبت به جمعیت در کشور دارا می‌باشد.از مشاهیر ونام آوران این خطه  آیت الله درگذشته ناصری ،  رسول کربکندی سرمربی سابق تیم فوتبال ذوب آهن اصفهان، مجتبی معینی کربکندی بازیکن سابق تیم ملی فوتسال  ،وحید هاشمیان کربکندی بازیکن سابق تیم ملی فوتبال  و  برادر شهید ایشان سرلشکر خلبان    اصغر هاشمیان کربکندی اشاره کرد.

## اقتصاد
شهرک صنعتی دولت آباد دارای کارخانجات فرآوری سنگ می‌باشد که پیش از احداث شهرک صنعتی محمود آباد، قطب اصلی صنعت سنگ اصفهان بوده. امروزه نیز شرکتهای بزرگ سنگ ایران مانند گروه احرار سپاهان ، گروه کارخانجات اصفهان کوبیک و گروه معادن صلصالی در این محدوده دارای کارخانجات فعال میباشند.

## رسانه خبری
پایگاه خبری ندای برخوار 
[ https://nedayeborkhar.ir// ندای برخوار]